# Schistocerca albolineata
Schistocerca albolineata är en insektsart som först beskrevs av Thomas, C. 1875.  Schistocerca albolineata ingår i släktet Schistocerca och familjen gräshoppor. Inga underarter finns listade i Catalogue of Life.